# Dréan
Dréan (vroeger : Mondovi) is een plaats in Algerije. De beroemde schrijver Albert Camus werd er in 1913 geboren en groeide er op. Tijdens de Franse overheersing heette de plaats Mondovi.

Het oude wapen van Mondovi.

## Geboren
- Albert Camus (1913-1960), Frans filosoof, journalist, schrijver en Nobelprijswinnaar (1957)